# C. Michelle Olmstead
| Asteroidi scoperti: 46 | Asteroidi scoperti: 46 | Asteroidi scoperti: 46 |
| ---------------------- | ---------------------- | ---------------------- |
| (5633) 1978 UL7        | 27 ottobre 1978        |                        |
| (6360) 1978 UA7        | 27 ottobre 1978        |                        |
| (7510) 1978 UF6        | 27 ottobre 1978        |                        |
| (7914) 1978 UW7        | 27 ottobre 1978        |                        |
| (8363) 1990 RV         | 13 settembre 1990      |                        |
| (8784) 1977 RQ19       | 9 settembre 1977       |                        |
| (10998) 1978 UN4       | 27 ottobre 1978        |                        |
| (11447) 1978 UL4       | 27 ottobre 1978        |                        |
| (13907) 1977 RS17      | 9 settembre 1977       |                        |
| (14319) 1978 US5       | 27 ottobre 1978        |                        |
| (14320) 1978 UV7       | 27 ottobre 1978        |                        |
| (14798) 1978 UW4       | 27 ottobre 1978        |                        |
| (17359) 1978 UP4       | 27 ottobre 1978        |                        |
| (17360) 1978 UX5       | 27 ottobre 1978        |                        |
| (17361) 1978 UF7       | 27 ottobre 1978        |                        |
| (17362) 1978 UT7       | 27 ottobre 1978        |                        |
| (19085) 1978 UR4       | 27 ottobre 1978        |                        |
| (23407) 1977 RG19      | 9 settembre 1977       |                        |
| (23412) 1978 UN5       | 27 ottobre 1978        |                        |
| (24612) 1978 UE6       | 27 ottobre 1978        |                        |
| (27661) 1978 UK6       | 27 ottobre 1978        |                        |
| (27662) 1978 UK7       | 27 ottobre 1978        |                        |
| (29184) 1990 SL10      | 17 settembre 1990      |                        |
| (30819) 1990 RL2       | 15 settembre 1990      |                        |
| (32736) 1978 UE5       | 27 ottobre 1978        |                        |
| (32737) 1978 UZ6       | 27 ottobre 1978        |                        |
| (39470) 1978 UB7       | 27 ottobre 1978        |                        |
| (39471) 1978 UF8       | 27 ottobre 1978        |                        |
| (43726) 1978 UJ5       | 27 ottobre 1978        |                        |
| (48382) 1978 UC6       | 27 ottobre 1978        |                        |
| (52232) 1978 UY4       | 27 ottobre 1978        |                        |
| (52233) 1978 UQ5       | 27 ottobre 1978        |                        |
| (52234) 1978 UX7       | 27 ottobre 1978        |                        |
| (55721) 1978 UX4       | 27 ottobre 1978        |                        |
| (69232) 1978 UJ4       | 27 ottobre 1978        |                        |
| (69233) 1978 UL6       | 27 ottobre 1978        |                        |
| (73643) 1978 UA5       | 27 ottobre 1978        |                        |
| (73644) 1978 UD7       | 27 ottobre 1978        |                        |
| (85122) 1978 UZ5       | 27 ottobre 1978        |                        |
| (85175) 1990 RS        | 13 settembre 1990      |                        |
| (90674) 1978 UD5       | 27 ottobre 1978        |                        |
| (90675) 1978 UQ6       | 27 ottobre 1978        |                        |
| (96157) 1978 UV4       | 27 ottobre 1978        |                        |
| (96158) 1978 UE8       | 27 ottobre 1978        |                        |
| (99955) 1978 UM5       | 27 ottobre 1978        |                        |

C. Michelle Olmstead (...) è un'astronoma statunitense.
Nel 1993 si è laureata in Fisica e Astronomia presso la Northern Arizona University . Tra il 1977 ed il 1990 Olmstead ha scoperto 46 asteroidi . Nel 1990 ha coscoperto la cometa periodica 127P/Holt-Olmstead. Nel 1991 l'asteroide 3287 Olmstead è battezzato in suo onore .